# Африкаріум

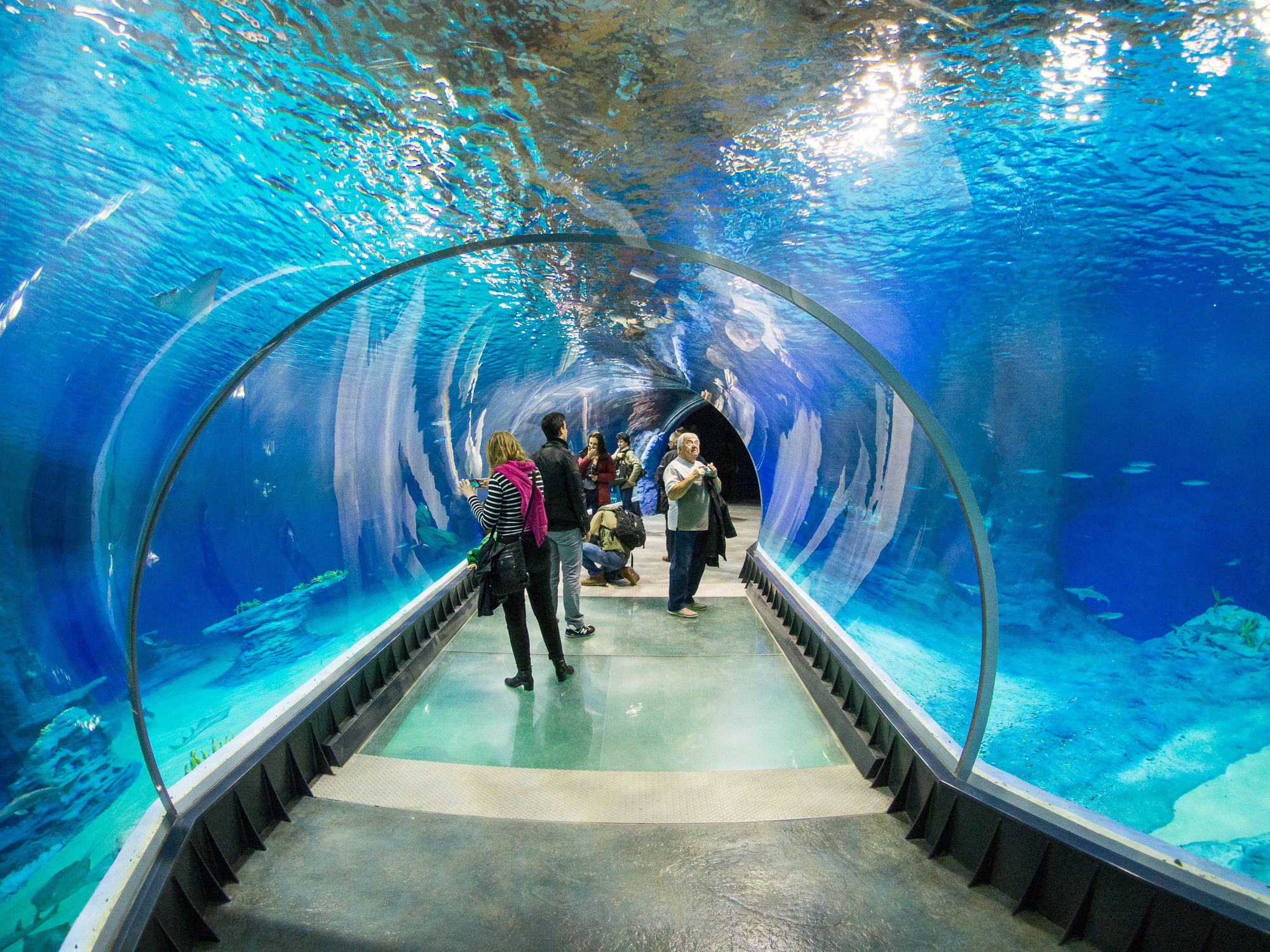
Скляний підводний тунель, Африкаріум

Африкаріум — океанаріум на території Вроцлавського зоопарку, демонструє водні екосистеми (морські й прісноводні) і наземну фауну Африки. Комплекс був відкритий 26 жовтня 2014 року і є першим об'єктом такого типу в Польщі.
Об'єкт розділений на зовнішню частину, що представляє узбережжя Намібії у вигляді двох басейнів із пляжами для африканських морських котиків (3600 м³) і пінгвінів (2460 м³), розділених будівлею у формі корабля, де знаходиться ресторан із панорамною терасою, та внутрішню частину, де представлені експозиції чотирьох біотопів:
1. Фауна пляжу і коралових рифів Червоного Моря з басейном об’ємом 900 м³.
2. Фауна Східної Африки з басейном бегемотів (900 м³) і рибами озер Малаві і Танганьїка.
3. Фауна Мозамбіцької протоки з басейном (3100 м³), що представляє, крім іншого, скатів і піщаних акул.
4. Фауна джунглів Конго з басейнами ламантинів (1250 м³) і нільських крокодилів (260 м³), а також із птахами (зал вільних польотів), птахом-мишею, сірим токо і молотоголовом.

Весь комплекс налічує 19 акваріумів, басейнів і водоймищ із загальною площею 4,6 тис. м2 і об’ємом понад 15 мільйонів літрів води.
Генеральним підрядником об'єкту була вроцлавська компанія PB Inter-System SA. Будівництво комплексу було розпочато на початку 2012 року, завершено в жовтні 2014 року.